# Rhyacophila vetina
Rhyacophila vetina là một loài Trichoptera trong họ Rhyacophilidae. Chúng phân bố ở miền Tân bắc.